# Odynerus lobatus
Odynerus lobatus är en stekelart som beskrevs av André 1883. Odynerus lobatus ingår i släktet lergetingar, och familjen Eumenidae. Inga underarter finns listade i Catalogue of Life.